# Taumante
Taumas (em grego θαύμας, "maravilhas"), também chamado como Taumante, é na mitologia grega uma divindade marinha, da geração dos Titãs, filho de Ponto e Gaia.
É o companheiro da ocêanide Electra, filha de Oceano, com quem é pai de Íris, mensageira da deusa Hera, e sua irmã gêmea Arce (o orvalho da manhã) mensageira dos Titãs durante a guerra travada contra os deuses olímpicos, e as três Harpias: Aelo (a borrasca), Ocípite (a rápida no voo) e Celeno (a obscura).